# Језиди
Језиди су етноконфесионална група Курда. Живе у Ираку, Сирији, Јерменији, Грузији, Ирану и Турској, као и у дијаспори. Укупно их има око 700.000 и говоре курдским језиком. Језидизам се сматра посебном монотеистичком религијом, а у њиховом верском учењу мешају се елементи маздеизма - зороастризма, хришћанства, јудаизма и ислама. Имају две свете књиге: „Књигу откровења“ и „Црну књигу“. Језиде називају и Ђавољи поштоваоци, јер је централна фигура њихове религије Малак Тавус, који се изједначава са Шејтаном односно Сатаном.
Језиди чине већинско становништво у граничном подручју Ирака и Сирије, поред планине Синџар. Током ратних сукоба у Ираку 2014. године, војне снаге такозване Исламске Државе су над Језидима у подручју Синџара извршиле геноцид.